# Pediacus gracilis
Pediacus gracilis är en skalbaggsart som beskrevs av Thomas 2004. Pediacus gracilis ingår i släktet Pediacus och familjen plattbaggar. Inga underarter finns listade i Catalogue of Life.